# Liste der Kulturdenkmale in Wachau (Sachsen)

Wappen

In der Liste der Kulturdenkmale in Wachau sind die Kulturdenkmale der sächsischen Gemeinde Wachau verzeichnet, die bis September 2024 vom Landesamt für Denkmalpflege Sachsen erfasst wurden (ohne archäologische Kulturdenkmale). Die Anmerkungen sind zu beachten.
Diese Liste ist eine Teilliste der Liste der Kulturdenkmale im Landkreis Bautzen.

## Wachau
| Bild                                    | Bezeichnung | Lage                                                                                       | Datierung | Beschreibung | ID       |
| --------------------------------------- | --- | ------------------------------------------------------------------------------------------ | --- | --- | -------- |
| Weitere Bilder                          | Schloss und Schlosspark Wachau; Rittergut Wachau (Sachgesamtheit)                                                                      | Am Schloß 1 (Am Schloss 3, 4) (Karte)                                                      | 1720–1900 (Rittergut); 1730–1900 (Sachgesamtheit); 19. Jahrhundert (Wirtschaftsgebäude); 1891 (Schlosspark) | Sachgesamtheit Schloss und Schlosspark Wachau sowie Rittergut Wachau mit folgenden Einzeldenkmalen: Schloss, Insel mit Befestigung und Wassergraben, Schlossbrücke, kleine Sandsteinbogenbrücke, zwei aufwendig gestaltete Toreinfahrtspfeiler, Obelisk und Reste zweier Skulpturen im Park, Chronosstatue am Schloss, Kirchteich, eiserne Hängebrücke und einbogige Granitbrücke über die Orla mit Uferbefestigung im Bereich der ehemaligen Schlossgärtnerei, Ablaufbauwerk des Schlossteichs mit Mönch, Rechen und Granitrampe sowie Einfriedung der ehem. Schlossgärtnerei, dazu auf gegenüberliegender Seite der Hauptstraße oberhalb des Friedhofes 2 × 2 Eingangspfeiler zum ehemaligen Obstgarten des Schlosses und ehemaliges Brauereigebäude und Wirtschaftsgebäude (davon im nördlichen Teil auf einem Viertel der Gebäudegesamtlänge nur das originale aufgehende Mauerwerk bis zur Traufhöhe denkmalrelevant, ohne Siloaufstockung) mit Tordurchfahrt und zwei Wappen (09284541), der Schlosspark und der Obstgarten (Gartendenkmale), einem weiteren Wirtschaftsgebäude Nr. 4 (zum Rittergut gehörend) sowie das Gelände der ehemaligen Schlossgärtnerei als Sachgesamtheitsteile; baugeschichtlich, kunstgeschichtlich, technikgeschichtlich und ortsgeschichtlich sowie landschaftsgestaltend von Bedeutung. Schlosspark als Englischer Garten, hölzerner Pavillon (Bienenhaus) abgebrannt und abgebrochen (Stand 1/2012). | 09301665 |
| Weitere Bilder                          | Schloss (Einzeldenkmal zu ID-Nr. 09301665)                                                                                             | Am Schloß 1 (Karte)                                                                        | 1730–1754 | Einzeldenkmal der Sachgesamtheit Schloss und Schlosspark Wachau; baugeschichtlich, kunstgeschichtlich und ortsgeschichtlich von Bedeutung. Einheitliche hufeisenförmige Barockanlage, auf einer von Wassergräben umgebenen Insel, Zugang nur über eine Brücke. Magdalena Sophie von Schönfeld ließ für ihren Sohn Johann Georg an der Stelle eines Vorgängerbaus dieses barocke Wasserschloss errichten: Baubeginn 1730, im Wesentlichen 1741 fertiggestellt, 1841–49 behutsame Veränderungen der Innendekoration unter dem Besitzer Heinrich August Blochmann, 1883 Umbau des Inneren durch den Leipziger Architekten Georg Weidenbach unter dem Besitzer Gustav Adolph Gotthelf Kühne. Seit 1994 Restaurierung des Daches und der Fassade. Zweigeschossiger Bau mit Mezzaningeschoss und hohem Mansarddach mit Dachgaupen in der Verlängerung der Fensterachsen. Die Flügel setzen an der Rückseite an, die Schauseite richtet sich nach Süden. Diese Eingangsseite mit dreiachsigem Mittelrisalit und stark geschwungenen Balkonen in Risalitbreite. Dreieckgiebel, im Giebelfeld Wappenkartusche der von Schönfeld mit Reichskrone, Abschluss mit Vase. Die Fenster am Obergeschoss des Risalits mit Verdachungen und Kartuschen, die den großen Festsaal markieren. Vor dem Mittelrisalit Fahrrampe mit geschweifter Balustrade und mittlerem Treppenaufgang. An den Seiten nur schwach vortretende zweiachsige Eckrisalite. Auf der Rückseite in den Innenhof hineinragender Treppenhausrisalit mit geschweiftem Giebel. Im Inneren prächtiges Vestibül mit Treppenaufgang ins Hauptgeschoss. Barocker Festsaal (Weißer Saal) im Obergeschoss, in den Wandfeldern Gemälde mit Darstellungen der Jagd, der Landwirtschaft, der Fisch- und Tierzucht und Forstwirtschaft, um 1850, Deckengemälde mit Darstellung des Olymps von C. Jolas. In zahlreichen Räumen noch Reste barocker Wandmalereien und Stuckdecken, außerdem einige Zimmer mit Innendekorationen von Georg Weidenbach, so die holländische Küche und das beachtenswerte, noch ganz erhaltene maurische Zimmer mit Ofen im ebenfalls maurischen Stil an der Südwestecke des Hauptgeschosses, um 1883. Englische Parkanlage südlich des Schlosses, Sandsteinskulpturen der Commedia dell’ Arte, Reste des Gutshofes mit Stallungen und Brauerei, um 1730. Barockes Wasserschloss mit reichgegliedertem Mittelbau, breitem Giebel mit Krone und Wappen, stattlicher Rampe mit geschweifter Balustrade, Einfriedung der ehemaligen Schlossgärtnerei (Klinkermauer mit integriertem schmiedeeisernen Zaunfeld für Blicköffnung zu Kirche/Friedhof), Abrissgenehmigung für Klinkermauer entlang der Hauptstraße und Schornstein vom 9. Januar 2002, Bienenhaus 2007 zu großen Teilen abgebrannt. | 09284541 |
|                                         | Insel mit Befestigung und Wassergraben (Einzeldenkmal zu ID-Nr. 09301665)                                                              | Am Schloß 1 (Karte)                                                                        | 1730–1754 | Einzeldenkmal der Sachgesamtheit Schloss und Schlosspark Wachau; baugeschichtlich, kunstgeschichtlich und ortsgeschichtlich von Bedeutung | 09284541 |
|                                         | Schlossbrücke (Einzeldenkmal zu ID-Nr. 09301665)                                                                                       | Am Schloß 1 (Karte)                                                                        | 18. Jahrhundert | Einzeldenkmal der Sachgesamtheit Schloss und Schlosspark Wachau; baugeschichtlich, kunstgeschichtlich und ortsgeschichtlich von Bedeutung | 09284541 |
| Weitere Bilder                          | Kleine Sandsteinbogenbrücke (Einzeldenkmal zu ID-Nr. 09301665)                                                                         | Am Schloß 1 (Karte)                                                                        | 18. Jahrhundert | Einzeldenkmal der Sachgesamtheit Schloss und Schlosspark Wachau; baugeschichtlich, kunstgeschichtlich und ortsgeschichtlich von Bedeutung | 09284541 |
| Weitere Bilder                          | Zwei aufwendig gestaltete Toreinfahrtspfeiler (Einzeldenkmal zu ID-Nr. 09301665)                                                       | Am Schloß 1 (Karte)                                                                        | 18. Jahrhundert | Einzeldenkmal der Sachgesamtheit Schloss und Schlosspark Wachau; baugeschichtlich, kunstgeschichtlich und ortsgeschichtlich von Bedeutung | 09284541 |
| Weitere Bilder                          | Obelisk (Einzeldenkmal zu ID-Nr. 09301665)                                                                                             | Am Schloß 1 (Karte)                                                                        | 18. Jahrhundert | Einzeldenkmal der Sachgesamtheit Schloss und Schlosspark Wachau; baugeschichtlich, kunstgeschichtlich und ortsgeschichtlich von Bedeutung | 09284541 |
| Direkt Bild zu diesem Denkmal hochladen | Reste zweier Skulpturen im Park (Einzeldenkmal zu ID-Nr. 09301665)                                                                     | Am Schloß 1                                                                                | 18. Jahrhundert | Einzeldenkmal der Sachgesamtheit Schloss und Schlosspark Wachau; baugeschichtlich, kunstgeschichtlich und ortsgeschichtlich von Bedeutung | 09284541 |
| Weitere Bilder                          | Kronosstatue am Schloss (Einzeldenkmal zu ID-Nr. 09301665)                                                                             | Am Schloß 1 (Karte)                                                                        | 18. Jahrhundert | Einzeldenkmal der Sachgesamtheit Schloss und Schlosspark Wachau; baugeschichtlich, kunstgeschichtlich und ortsgeschichtlich von Bedeutung | 09284541 |
| Weitere Bilder                          | Oberer Kirchteich (Einzeldenkmal zu ID-Nr. 09301665)                                                                                   | Am Schloß 1 (Karte)                                                                        | | Einzeldenkmal der Sachgesamtheit Schloss und Schlosspark Wachau; baugeschichtlich, kunstgeschichtlich und ortsgeschichtlich von Bedeutung | 09284541 |
|                                         | Eiserne Hängebrücke über die Orla im Bereich der ehemaligen Schlossgärtnerei (Einzeldenkmal zu ID-Nr. 09301665)                        | Am Schloß 1 (Karte)                                                                        | 19. Jahrhundert | Einzeldenkmal der Sachgesamtheit Schloss und Schlosspark Wachau; baugeschichtlich, kunstgeschichtlich und ortsgeschichtlich von Bedeutung | 09284541 |
| Weitere Bilder                          | Einbogige Granitbrücke über die Orla mit Uferbefestigung im Bereich der ehemaligen Schlossgärtnerei (Einzeldenkmal zu ID-Nr. 09301665) | Am Schloß 1 (Karte)                                                                        | 19. Jahrhundert | Einzeldenkmal der Sachgesamtheit Schloss und Schlosspark Wachau; baugeschichtlich, kunstgeschichtlich und ortsgeschichtlich von Bedeutung | 09284541 |
| Weitere Bilder                          | Einfriedung der ehemaligen Schlossgärtnerei (Einzeldenkmal zu ID-Nr. 09301665)                                                         | Am Schloß 1 (Karte)                                                                        | | Einzeldenkmal der Sachgesamtheit Schloss und Schlosspark Wachau; baugeschichtlich, kunstgeschichtlich und ortsgeschichtlich von Bedeutung | 09284541 |
| Weitere Bilder                          | 2 × 2 Eingangspfeiler zum ehemaligen Obstgarten des Schlosses (Einzeldenkmal zu ID-Nr. 09301665)                                       | Am Schloß 1 (auf gegenüberliegender Seite der Hauptstraße oberhalb des Friedhofes) (Karte) | | Einzeldenkmal der Sachgesamtheit Schloss und Schlosspark Wachau; baugeschichtlich, kunstgeschichtlich und ortsgeschichtlich von Bedeutung | 09284541 |
| Weitere Bilder                          | Wirtschaftsgebäude mit Tordurchfahrt und zwei Wappen (Einzeldenkmal zu ID-Nr. 09301665)                                                | Am Schloss 3 (ehemals Am Rittergut 3) (Karte)                                              | 18. Jahrhundert (Wirtschaftsgebäude); 16. Jahrhundert (Wappen) | Einzeldenkmal der Sachgesamtheit Schloss und Schlosspark Wachau; bau- und ortsgeschichtlich von Bedeutung, Stallgebäude mit Tordurchfahrt, teilunterkellert, zwei Wappen an der Gebäudewand (hier ist nur der hintere Teil Denkmal, der vordere fünfgeschossige Gebäudeteil besitzt keinen Denkmalwert) | 09284542 |
| Weitere Bilder                          | Ehemaliges Brauereigebäude (Einzeldenkmal zu ID-Nr. 09301665)                                                                          | Am Schloss 4 (ehemals Am Rittergut 3) (Karte)                                              | Um 1730 | Einzeldenkmal der Sachgesamtheit Schloss und Schlosspark Wachau; bau- und ortsgeschichtlich von Bedeutung, eingeschossiger Bruchsteinbau, Mansardwalmdach | 09284542 |
| Weitere Bilder                          | Wohnstallhaus und Scheune | An der Orla 31 (Karte)                                                                     | Nach 1800 | Wohnstallhaus Obergeschoss Fachwerk verputzt, Giebel verbrettert, Scheune teils verbrettert, baugeschichtlich von Bedeutung | 09284548 |
| Weitere Bilder                          | Wohnstallhaus | An der Orla 39 (Karte)                                                                     | Nach 1800 | Obergeschoss Fachwerk, baugeschichtlich und sozialgeschichtlich von Bedeutung | 09284547 |
| Weitere Bilder                          | Wohnstallhaus | An der Orla 41 (Karte)                                                                     | Bezeichnet mit 1806 | Obergeschoss Fachwerk, baugeschichtlich und sozialgeschichtlich von Bedeutung | 09284546 |
| Weitere Bilder                          | Schulgebäude | An der Orla 49 (Karte)                                                                     | Bezeichnet mit 1871 | Mit schönem Portal, baugeschichtlich und ortsgeschichtlich von Bedeutung | 09284545 |
| Weitere Bilder                          | Denkmal für die Gefallenen des Ersten Weltkrieges                                                                                      | Hauptstraße (Ecke Schulstraße, An der Orla) (Karte)                                        | Nach 1918 | Ortsgeschichtlich von Bedeutung, Steinstele | 09284519 |
| Weitere Bilder                          | Evangelische Pfarrkirche, drei Grabmale an der Kirchenwand sowie Kirchhof mit Einfriedungsmauer                                        | Hauptstraße (neben dem Pfarrhof) (Karte)                                                   | Neubau des Kirchengebäudes anstelle des 1823 abgerissenen alten Baues, Einweihung des neuen Kirchenschiffes am 7. Dezember 1824 durch Johann August Leberecht Hoffmann; der Turm ist 1830 umfangreich saniert worden; 18. Jahrhundert (Grabmale) | Baugeschichtlich und ortsgeschichtlich von Bedeutung. Große Saalkirche, 1820–23 neu errichtet unter Verwendung des Turmes von 1689. Putzbau mit gerade geschlossenem Chor, die Ecken angeschnitten, einheitliche Stichbogenfenster. Mächtiger Westturm auf quadratischem Grundriss, im Obergeschoss achteckig mit geschweifter Haube und Helm. Im Innern flachgedeckt, zweigeschossige Emporen an drei Seiten, an den Brüstungsfeldern bäuerliche Malereien mit Szenen aus dem Alten und Neuen Testament (18. Jahrhundert), vermutlich aus dem Erzgebirge. In den Chor ragen zwei Patronatslogen, an der Ostwand Wandmalerei mit Erzengeln mit Gesetzestafeln und Abendmahlskelch von Erhard Ludewig Winterstein aus Leipzig, um 1900. Schlichter klassizistischer Kanzelaltar aus Stuck und Holz, um 1820, Sandsteintaufe, um 1820, Porzellan-Kruzifix, gute Meißener Arbeit, 18. Jahrhundert. Im verbreiterten Gehäuse von Trampeli, 1824, spätromantische Eule-Orgel, 1912. Auf dem Kirchhof einige schlichte Sandstein-Grabdenkmäler, 18. Jahrhundert. Barockes Grabmal: Johann Graf von Schön .. ?, Sandstein, Mitte 18. Jahrhundert. Barockes Grabmal: Christian und Maria Kolbens (Pfarrer), 1729. Barockes Grabmal mit verwitterter Inschrift, Kronenaufsatz und drei Engelsköpfchen in Wolken, 18. Jahrhundert. | 09284521 |
| Weitere Bilder                          | Gedenkstein | Hauptstraße (neben dem Kirchhof) (Karte)                                                   | 1. Hälfte 19. Jahrhundert | Ortsgeschichtlich von Bedeutung, Gedenkstein, bestehend aus zwei Teilen: Sockel mit Inschrift „Dem Frieden“ und Aufsatz als Schale mit Deckel, dieser mit Rosenkranz dekoriert | 09301983 |
| Weitere Bilder                          | Wohnstallhaus und Seitengebäude eine Gehöfts                                                                                           | Hauptstraße 22 (Karte)                                                                     | Anfang 19. Jahrhundert | Beide Gebäude Obergeschoss Fachwerk, baugeschichtlich und sozialgeschichtlich von Bedeutung, Wohnstallhaus an zwei Seiten nicht denkmalgerecht verkleidet | 09284463 |
| Weitere Bilder                          | Gasthof Anker mit Saalanbau, Laden und Holzlaube                                                                                       | Hauptstraße 52 (Karte)                                                                     | 1890er Jahre | Mit Laden und Holzlaube, baugeschichtlich und ortsgeschichtlich von Bedeutung, Putzgesimse, Mittelgiebel, Saal und Laden mit originalen Fenstern | 09284517 |
| Weitere Bilder                          | Gemeindeamt (heute); Forsthaus | Hauptstraße 53 (Karte)                                                                     | Um 1880 | Baugeschichtlich von Bedeutung, gebaut unter Verwendung barocker Teile | 09284523 |
| Weitere Bilder                          | Seitengebäude und Scheune eines Dreiseithofes sowie eine stationäre und eine transportable Dreschmaschine                              | Hauptstraße 54 (Karte)                                                                     | Anfang 19. Jahrhundert (Seitengebäude); 1920er Jahre (stationäre Dreschmaschine); um 1910 (transportable Dreschmaschine) | Seitengebäude Obergeschoss Fachwerk, baugeschichtlich von Bedeutung und Seltenheitswert der beiden Maschinen. Holzscheune mit Steinsockel, in der Scheune zwei Dreschmaschinen. - stationäre Dreschmaschine: mit Schaltanlage, Siebreiniger, Elektromotor (stationärer Antrieb) und zwei Schüttbunkern, gebaut von der Firma E. Mühle & Söhne aus Löbau, so auch am Objekt bezeichnet. - transportable Dreschmaschine: einschließlich fest angebauter Getreidepresse und Silo, Maschine bezeichnet „Original Raussendorf“ | 09284518 |
| Weitere Bilder                          | Pfarrhof mit Pfarrhaus, Seitengebäude und Toranlage                                                                                    | Hauptstraße 66 (Karte)                                                                     | 1785 | Pfarrhaus breit gelagerter barocker Putzbau mit Mansardwalmdach, Seitengebäude Obergeschoss Fachwerk, Giebel verbrettert, Toranlage bestehend aus Mittelbogen und seitlichen Leutepforten, baugeschichtlich und ortsgeschichtlich von Bedeutung, Pfarrhaus mit Mansarddach und Gauben | 09284520 |
| Weitere Bilder                          | Zwei Hofeinfahrtspfeiler mit Aufsatz                                                                                                   | Hauptstraße 70 (Karte)                                                                     | 18. Jahrhundert | Zapfenform, straßenbildprägend von Bedeutung | 09284522 |
| Weitere Bilder                          | Ländliches Wohnhaus | Hauptstraße 82 (Karte)                                                                     | Bezeichnet mit 1851 | Baugeschichtlich von Bedeutung, ohne Werkstattanbauten | 09284524 |
| Weitere Bilder                          | Wohnstallhaus mit Scheunenanbau im Winkel und weiterer Scheune                                                                         | Hauptstraße 94 (Karte)                                                                     | 1. Hälfte 19. Jahrhundert | Wohnstallhaus Obergeschoss Fachwerk, baugeschichtlich und straßenbildprägend von Bedeutung, Fachwerk verputzt, beide Scheunen verbrettert | 09284526 |
| Direkt Bild zu diesem Denkmal hochladen | Wohnstallhaus | Hauptstraße 102 (Karte)                                                                    | 2. Hälfte 19. Jahrhundert | Obergeschoss Fachwerk, baugeschichtlich und sozialgeschichtlich von Bedeutung, Fachwerk verputzt | 09284527 |
| Direkt Bild zu diesem Denkmal hochladen | Wohnstallhaus | Hauptstraße 104 (Karte)                                                                    | 1. Hälfte 19. Jahrhundert | Obergeschoss Fachwerk, baugeschichtlich und sozialgeschichtlich von Bedeutung, etwas umgebaut | 09284528 |
| Weitere Bilder                          | Wohnhaus eines Bauernhofes, mit Stützmauer                                                                                             | Hauptstraße 120 (Karte)                                                                    | Nach 1850 | Baugeschichtlich von Bedeutung | 09284529 |
| Weitere Bilder                          | Philipp-Mühle; Wohn-Mühlen-Gebäude mit Sandsteinplatte (Müllerzunftzeichen) über der Tür                                               | Mühlweg 2 (Karte)                                                                          | Nach 1850 | Ortsgeschichtlich und technikgeschichtlich von Bedeutung, Rest des Mühlgrabens noch erhalten sowie Granit-Brückensteg auf Bruchsteinwangen über den Mühlgraben | 09284532 |
| Weitere Bilder                          | Schule mit Befestigungsmauer und Eingangspfeilern                                                                                      | Schulstraße 1 (Karte)                                                                      | Um 1900 | Ortsgeschichtlich von Bedeutung, ohne rechten Anbau, Befestigungsmauer Bruchstein | 09284543 |
| Weitere Bilder                          | Wohnstallhaus und holzverbretterte Scheune                                                                                             | Schulstraße 6 (Karte)                                                                      | 1. Hälfte 19. Jahrhundert | Wohnstallhaus Obergeschoss Fachwerk verbrettert, baugeschichtlich und sozialgeschichtlich von Bedeutung, nur Fachwerkteil | 09284544 |
| Weitere Bilder                          | Teichständer am Unteren Dorfteich | Teichstraße (Unterer Dorfteich) (Karte)                                                    | 19. Jahrhundert | Wassertechnisch von Bedeutung | 09301711 |
| Weitere Bilder                          | Wohnhaus | Teichstraße 17 (Karte)                                                                     | Vor 1850 | Obergeschoss Fachwerk verbrettert, baugeschichtlich von Bedeutung, Betongewände im Erdgeschoss, Fachwerk verbrettert | 09284538 |
| Weitere Bilder                          | Wohnstallhaus | Teichstraße 29 (Karte)                                                                     | Vor 1850 | Obergeschoss Fachwerk, baugeschichtlich von Bedeutung | 09284535 |
| Weitere Bilder                          | Wohnstallhaus | Teichstraße 35 (Karte)                                                                     | Vor 1850 | Obergeschoss Fachwerk, baugeschichtlich von Bedeutung | 09284534 |
| Weitere Bilder                          | Wohnstallhaus | Teichstraße 41a (Karte)                                                                    | 1. Hälfte 19. Jahrhundert | Obergeschoss Fachwerk, baugeschichtlich von Bedeutung | 09284533 |

## Feldschlößchen
| Bild           | Bezeichnung | Lage                      | Datierung           | Beschreibung | ID       |
| -------------- | ----------- | ------------------------- | ------------------- | --- | -------- |
| Weitere Bilder | Villa       | An der Ziegelei 1 (Karte) | Bezeichnet mit 1897 | Gründerzeitliche Klinkerfassade, vielgliedrige Dachlandschaft, baugeschichtlich von Bedeutung, Klinker, Sandsteingewände, grüne Zierklinker, Dachausbauten, Dachüberstände | 09284511 |

## Leppersdorf
| Bild                                    | Bezeichnung | Lage                             | Datierung | Beschreibung | ID       |
| --------------------------------------- | --- | -------------------------------- | --- | --- | -------- |
| Weitere Bilder                          | Evangelische Pfarrkirche mit Kirchhof, Einfriedungsmauer mit Kirchhofstor, Denkmal für die Gefallenen des Ersten Weltkrieges, Gräberreihe für Gefallenen des Zweiten Weltkrieges und Steinkreuz an der äußeren Kirchhofsmauer | Alte Hauptstraße (Karte)         | 1437/1439 (Kirche); 1939–1945 (Grabmal 2. Weltkrieg); 15.–17. Jahrhundert (Steinkreuz); nach 1918 (Kriegerdenkmal) | Kirche verputzter Bruchsteinbau, Satteldach mit Dachreiter, baugeschichtlich und ortsgeschichtlich von Bedeutung. Saalkirche wohl von 1437/39, Umbau 1680, dabei Einfügung der Rundbogenfenster mit tiefer Laibung, Erneuerung des Kircheninneren 1. Hälfte 18. Jahrhundert. Restaurierungen 1938/39 (außen) und 1981 sowie 1984/85 (innen). Sanierung des Glockenstuhls 2006, Verputzter Bruchsteinbau mit Satteldach und hohem, oktogonalem Dachreiter mit Zeltdach, der leicht eingezogene Chor mit geradem Ostschluss. Im Westen Vorhalle mit Fachwerkgiebel und Satteldach, 1896. Der flachgedeckte Saal wird durch die helle Ausmalung aus der 1. Hälfte 18. Jahrhundert bestimmt. Die Felderdecke mit qualitätvoll gemaltem Bandelwerk, Muscheln und Festons in reicher Variation geschmückt. Emporen an der West-, Nord- und Ostwand, die gebauchten Pfeiler wie auch die durch Pilaster gegliederte Brüstung marmorierend bemalt. Unter der tiefen Ostempore die Sakristei. Bei Restaurierungsarbeiten 1984/85 an der Südwand fragmentarisch erhaltene Wandmalereien aus der Mitte 15. des Jahrhunderts freigelegt, in Feldern Szenen aus dem Leben Christi. Der Altaraufbau mit dorischer Säulenstellung, im Zentrum gemalte Kreuzigungsszene in Rundbogenrahmen, über dem Gesims geschweifte Kartusche mit Abendmahlskelch, seitlich zierliche Obeliskenaufsätze, 2. Hälfte 17. Jahrhundert. – Die Kanzel mit polygonalem Kanzelkorb, in den von Dreiviertelsäulen flankierten Rundbogenfeldern die gemalten Darstellungen der Evangelisten. Der Schalldeckel mit durchbrochenen Aufsätzen, wohl 2. Hälfte 17. Jahrhundert. – Die Taufe mit Schale und Deckel aus gebranntem Ton von 1794, das Holzgestell 1904. – Die Orgel auf der Ostempore von Eule, 1904. – Das Gestühl mit gemalten Tuchgehängen auf den Rückseiten, 1. Hälfte 18. Jahrhundert. | 09284651 |
| Direkt Bild zu diesem Denkmal hochladen | Wohnstallhaus und winkliges Seitengebäude eines Dreiseithofes | Alte Hauptstraße 1 (Karte)       | 2. Hälfte 19. Jahrhundert                                                                                          | Wohnstallhaus hofseitig Obergeschoss, Fachwerk, baugeschichtlich und wirtschaftsgeschichtlich von Bedeutung | 09284652 |
| Direkt Bild zu diesem Denkmal hochladen | Nördliches Wohnstallhaus, westliche Scheune, südwestliches Stall- und Remisengebäude und südöstliches Seitengebäude eines Dreiseithofes                                                                                       | Alte Hauptstraße 3 (Karte)       | Bezeichnet mit 1808                                                                                                | Wohnstallhaus Obergeschoss Fachwerk, Satteldach, Scheune im Drempelbereich verbrettert, Stall- und Remisengebäude im Winkel massiv, Seitengebäude Obergeschoss Fachwerk, Krüppelwalmdach, baugeschichtlich und wirtschaftsgeschichtlich von Bedeutung, alle Gebäudeteile | 09284650 |
| Direkt Bild zu diesem Denkmal hochladen | Südliches Wohnstallhaus und westliches Scheune eines Dreiseithofes, dazu drei Hofeinfahrtspfeiler | Alte Hauptstraße 7 (Karte)       | 2. Hälfte 19. Jahrhundert (Wohnstallhaus); bezeichnet mit 1862 (Toreinfahrt)                                       | Wohnstallhaus Obergeschoss Fachwerk verputzt, Scheune mit vier Holztoren, baugeschichtlich und wirtschaftsgeschichtlich von Bedeutung | 09284649 |
| Direkt Bild zu diesem Denkmal hochladen | Wohnstallhaus (Nr. 17) mit Hofmauer | Alte Hauptstraße 17, 17a (Karte) | Bezeichnet mit 1834                                                                                                | Obergeschoss Fachwerk verbrettert, Giebel verbrettert, im Türsturz bezeichnet, Stützmauer verputzte Bruchsteinmauer, baugeschichtlich und straßenbildprägend von Bedeutung | 09284639 |
| Direkt Bild zu diesem Denkmal hochladen | Wohnhaus | Am Dreieck 2 (Karte)             | 18. Jahrhundert | Obergeschoss Fachwerk verputzt, baugeschichtlich von Bedeutung, Satteldach | 09284663 |
| Direkt Bild zu diesem Denkmal hochladen | Ehemaliges Wohnstallhaus mit im Winkel angebautem Seitengebäude und südöstliche Scheune | An der Kirche 1 (Karte)          | 2. Hälfte 19. Jahrhundert                                                                                          | Wohnhaus Putzbau mit Drempel, Giebelseite mit Drillingsfenster und Oculus, schlichte Putzgliederung, Scheune mit großen hölzernen Toren, baugeschichtlich und wirtschaftsgeschichtlich von Bedeutung | 09284646 |
| Direkt Bild zu diesem Denkmal hochladen | Westliches Wohnstallhaus und nördliche Scheune eines Bauernhofes | An der Kirche 2 (Karte)          | Um 1850 | Wohnstallhaus Obergeschoss Fachwerk, Scheune Obergeschoss Fachwerk verbrettert, baugeschichtlich, wirtschaftsgeschichtlich und straßenbildprägend von Bedeutung | 09284648 |
| Direkt Bild zu diesem Denkmal hochladen | Ländliches Wohnhaus | Badstraße 5 (Karte)              | Um 1870 | Schlichter Putzbau mit Sandsteinfenstergewänden, Krüppelwalmdach, baugeschichtlich von Bedeutung, Sandsteinsockel, Klinkerband, Putzbänder, Sandsteingewände, hölzerner Vorbau frontal in der Mitte, originale Fenster und Dachziegel (mit Kriechblumen an Firstziegeln) | 09284634 |
| Direkt Bild zu diesem Denkmal hochladen | Wohnstallhaus | Badstraße 8 (Karte)              | Mitte 19. Jahrhundert                                                                                              | Obergeschoss Fachwerk verbrettert, Rückseite Sichtfachwerk, baugeschichtlich von Bedeutung | 09284635 |
| Direkt Bild zu diesem Denkmal hochladen | Wohnstallhaus | Im Grund 1 (Karte)               | Um 1850 | Obergeschoss Fachwerk verbrettert, baugeschichtlich von Bedeutung | 09284668 |
| Direkt Bild zu diesem Denkmal hochladen | Wohnstallhaus mit Scheune im Winkel | Im Grund 2 (Karte)               | 1. Hälfte 19. Jahrhundert                                                                                          | Wohnstallhaus Obergeschoss Fachwerk verbrettert, Scheune im Drempelbereich holzverbrettert, baugeschichtlich und wirtschaftsgeschichtlich von Bedeutung | 09284669 |
| Direkt Bild zu diesem Denkmal hochladen | Ländliches Wohnhaus | Mittelstraße 2 (Karte)           | Mitte 19. Jahrhundert                                                                                              | Ehemaliges Wohnstallhaus, Obergeschoss verbrettert, Satteldach, baugeschichtlich von Bedeutung | 09284631 |
| Direkt Bild zu diesem Denkmal hochladen | Wohnstallhaus (Nr. 12), Seitengebäude (Nr. 12a) und Scheune eines Dreiseithofes sowie drei Hofeinfahrtspfeiler | Mühlstraße 12, 12a (Karte)       | 2. Hälfte 19. Jahrhundert                                                                                          | Wohnstallhaus Putzbau mit Drempel, Scheune oberer Teil Fachwerk verbrettert, drei massive Hofeinfahrtspfeiler mit Kugelaufsätzen, baugeschichtlich, wirtschaftsgeschichtlich und ortsbildprägend von Bedeutung | 09284655 |
| Direkt Bild zu diesem Denkmal hochladen | Wohnstallhaus | Mühlstraße 14a (Karte)           | 2. Hälfte 19. Jahrhundert                                                                                          | Obergeschoss Fachwerk, Giebel verbrettert, baugeschichtlich von Bedeutung | 09284656 |
|                                         | Wohnstallhaus über winkligem Grundriss eines ehemaligen Erbgerichtshofes | Mühlstraße 16 (Karte)            | 2. Hälfte 19. Jahrhundert                                                                                          | Stattlicher Putzbau mit Satteldach und Dachreiter mit Uhr, baugeschichtlich und ortsgeschichtlich von Bedeutung, Stützmauer siehe Obj. 09300282 | 09284657 |
| Direkt Bild zu diesem Denkmal hochladen | Straßenseitige Bruchstein-Stützmauer | Mühlstraße 16, 18, 20a (Karte)   | 1. Hälfte 19. Jahrhundert                                                                                          | Baugeschichtlich und straßenbildprägend von Bedeutung | 09300282 |
|                                         | Torbogen der Hofeinfahrt und seitliche Pforte | Mühlstraße 20b (Karte)           | 1831 | Bruchstein und Haustein, baugeschichtlich und straßenbildprägend von Bedeutung | 09284658 |
|                                         | Alte Mühle; Wohnstallhaus | Mühlstraße 21 (Karte)            | 1. Hälfte 19. Jahrhundert                                                                                          | Obergeschoss Fachwerk, Vorderseite verschiefert, Krüppelwalmdach, baugeschichtlich und straßenbildprägend von Bedeutung | 09284659 |
| Direkt Bild zu diesem Denkmal hochladen | Wohnstallhaus und Scheune eines Dreiseithofes | Röderstraße 8 (Karte)            | Ende 19. Jahrhundert                                                                                               | Wohnstallhaus Putzbau, Drillingsfenster und Oculus im Giebel, Satteldach, Scheune massiv, im Drempelbereich verbrettert, baugeschichtlich und ortsbildprägend von Bedeutung | 09284670 |
| Direkt Bild zu diesem Denkmal hochladen | Stützmauer als Grundstückseinfriedung eines ehemaligen Dreiseithofes | Zur Landwehr 4 (Karte)           | 1860 (Grundstückseinfassung); bezeichnet mit 1860 (Dreiseithof)                                                    | Bruchstein, teils verputzt, ortsbildprägende Bedeutung. Wohnstallhaus: zusammengebrochen, nur noch Rest vorhanden (kein Denkmal). Scheune: auf Grund Sturmschaden abgebrochen aus Sicherheitsgründen. Auszugshaus: ebenfalls ruinös, als Denkmal streichen, da nicht mehr begründbar hinsichtlich öffentlichen Erhaltungsinteresses. | 09284661 |
| Direkt Bild zu diesem Denkmal hochladen | Wohnstallhaus | Zur Landwehr 11 (Karte)          | 1. Hälfte 19. Jahrhundert                                                                                          | Obergeschoss Fachwerk, baugeschichtlich und straßenbildprägend von Bedeutung | 09284662 |

## Lomnitz
| Bild                                    | Bezeichnung | Lage                                                            | Datierung                                                                       | Beschreibung | ID       |
| --------------------------------------- | --- | --------------------------------------------------------------- | ------------------------------------------------------------------------------- | --- | -------- |
| Direkt Bild zu diesem Denkmal hochladen | Wehr und eine Steindeckerbrücke über die Kleine Röder (siehe auch Gemeinde Lichtenberg, Ortsteil Kleindittmannsdorf, 09275971)                                                            | (Flurstück 862) (Karte)                                         |                                                                                 | Siehe auch 09275971 in der Gemeinde Lichtenberg, Ortsteil Kleindittmannsdorf; orts- und technikgeschichtlich von Bedeutung | 09307342 |
|                                         | Bogenbrücke über den Mühlbach | Buschmühlenweg 56 (bei) (Karte)                                 | Um 1890                                                                         | Aus Natursteinquadern hinter der Buschmühle, baugeschichtlich und technikgeschichtlich von Bedeutung | 09284449 |
| Weitere Bilder                          | Buschmühle; Wohnhaus mit Sonnenuhr, Mühlengebäude mit technischer Ausstattung, Wirtschaftsflügel mit Getreidespeicher und Mühlgraben                                                      | Buschmühlenweg 58 (Karte)                                       | Bezeichnet mit 1736 (Wohnhaus mit Sonnenuhr); 1937 (Mahlwerk)                   | Baugeschichtlich, ortsgeschichtlich und technikgeschichtlich von Bedeutung, Wohnhaus mit Sonnenuhr, im Korbbogen des Portals bezeichnet mit 1736, Mühlengebäude bezeichnet mit 1937 (Mahlwerk von 1937) | 09284451 |
| Direkt Bild zu diesem Denkmal hochladen | Wohnhaus | Dammweg 2 (Karte)                                               | Anfang 19. Jahrhundert                                                          | Obergeschoss Fachwerk, baugeschichtlich von Bedeutung, Wohnanbau links im Winkel ist neu und beeinträchtigt das Haus | 09284453 |
|                                         | Bogenbrücke über die Kleine Röder | Großnaundorfer Straße (Ecke Am Mühlberg) (Karte)                | 19. Jahrhundert                                                                 | Bruchstein, baugeschichtlich von Bedeutung | 09284458 |
| Weitere Bilder                          | Wohnstallhaus mit linkem Anbau | Kantor-Pech-Straße 1 (Karte)                                    | 1. Hälfte 19. Jahrhundert                                                       | Obergeschoss Fachwerk, hölzernes Eingangsvorhäuschen, baugeschichtlich von Bedeutung | 09284470 |
| Weitere Bilder                          | Wohnstallhaus | Kantor-Pech-Straße 2 (Karte)                                    | Bezeichnet mit 1828                                                             | Obergeschoss Fachwerk, im Türsturz bezeichnet, baugeschichtlich von Bedeutung, Schieferdach | 09284467 |
| Weitere Bilder                          | Wohnstallhaus mit steinerner Pferdetränke, Auszüglerhaus und Scheune eines Dreiseithofes sowie Einfriedungsmauer                                                                          | Kantor-Pech-Straße 18 (Karte)                                   | Mitte 19. Jahrhundert (Wohnstallhaus); bezeichnet mit 1849 (Auszugshaus)        | Wohnstallhaus Obergeschoss Fachwerk, Seitengebäude Obergeschoss Fachwerk, hölzerne Scheune, Einfriedungsmauer aus Bruchstein, baugeschichtlich, wirtschaftsgeschichtlich und straßenbildprägend von Bedeutung, Wohnstallhaus (Obergeschoss Fachwerk) mit steinerner Pferdetränke, Auszüglerhaus (Obergeschoss Fachwerk, im Türsturz bezeichnet), hölzerne Scheune und Hofemauer (Bruchstein) | 09284474 |
| Weitere Bilder                          | Evangelische Pfarrkirche mit Kirchhof und Einfriedungsmauer, drei Grabmale sowie Denkmal für die Gefallenen des Ersten Weltkrieges                                                        | Kirchweg (Karte)                                                | 1840–1841 (Kirche)                                                              | Klassizistische Saalkirche, Putzbau mit geradem Chorschluss, Westturm mit oktogonalem Schluss und Zeltdach, baugeschichtlich und ortsgeschichtlich von Bedeutung. Kriegerdenkmal Erster Weltkrieg an der südlichen Kirchenwand, Einfriedungsmauer aus Bruchstein. | 09284466 |
| Weitere Bilder                          | Kirchhof und Einfriedungsmauer, drei Grabmale sowie Denkmal für die Gefallenen des Ersten Weltkrieges                                                                                     | Kirchweg (Karte)                                                | 19. Jahrhundert (Grabmal); nach 1918 (Kriegerdenkmal)                           | Kirchhof und Kriegerdenkmal Erster Weltkrieg an der südlichen Kirchenwand, Einfriedungsmauer aus Bruchstein. Grabmale auf dem Kirchhof: 1. Grabmal Johanne Sophie Geißler (1857–1885), Astkreuz mit Anker auf Steinberg, Sandstein 2. Grabmal Ernst Eduard Geißler (gest. 1863), Sandsteinkubus mit profilierter Abdeckplatte 3. Grabmal der Familie Leuthold, Sandsteinkubus mit profilierter Abdeckplatte, Bekrönung durch Urne, 1. Hälfte 19. Jahrhundert. | 09284466 |
|                                         | Pfarrhof mit Pfarrhaus, Seitengebäude, Brunnenhaus, Bruchsteinmauerresten der Scheune und Torbogen sowie Pfarrgarten und den Pfarrgarten umschließende Einfriedungsmauer mit weiterem Tor | Kirchweg 8 (Karte)                                              | 1779–1781, im Kern älter (Pfarrhaus); 1. Hälfte 19. Jahrhundert (Seitengebäude) | Pfarrhaus Obergeschoss Fachwerk, Krüppelwalmdach mit Fledermausgaupen, Scheune Bruchstein, Giebel Fachwerk verbrettert, baugeschichtlich, ortsgeschichtlich und ortsbildprägend von Bedeutung, Scheune mit Mansarddach | 09284465 |
| Direkt Bild zu diesem Denkmal hochladen | Wohnstallhaus | Kleindittmannsdorfer Straße 3 (Karte)                           | Um 1850                                                                         | Obergeschoss Fachwerk verbrettert, baugeschichtlich von Bedeutung, ohne Scheunenanbau | 09284477 |
| Direkt Bild zu diesem Denkmal hochladen | Wohnhaus | Lomnitzer Hauptstraße 12 (Karte)                                | Bezeichnet mit 1818                                                             | Obergeschoss Fachwerk, im Schlussstein bezeichnet, baugeschichtlich von Bedeutung, Fachwerk aufgebrettert | 09284462 |
| Direkt Bild zu diesem Denkmal hochladen | Nordwestliches Wohnstallhaus und Scheune eines Dreiseithofes | Lomnitzer Hauptstraße 31 (Karte)                                | 2. Hälfte 19. Jahrhundert                                                       | Wohnstallhaus Putzbau mit Satteldach, Drillingsfenster und Oculus im Giebel, Scheune Bruchstein, Satteldach mit Ladeluke, baugeschichtlich und wirtschaftsgeschichtlich von Bedeutung, Wohnstallhaus mit Drillingsfenstern im Giebel | 09284476 |
| Weitere Bilder                          | Rittergut und Gutspark Lomnitz (Sachgesamtheit) | Lomnitzer Hauptstraße 33, 35, 37, 39, 41 (Karte)                | 18./19. Jahrhundert                                                             | Sachgesamtheit ehemaliges Rittergut mit folgenden Einzeldenkmalen: Herrenhaus (bestehend aus zwei Gebäudeteilen Nr. 33 und 35), Scheune entlang der Straße, Wirtschaftsgebäude (bestehend aus drei Gebäudeteilen Nr. 37, 39, 41), Pavillon und Einfriedungsmauer (siehe auch Obj. 09284475, gleiche Anschrift) sowie dem Gutspark (Gartendenkmal) und einem kleinen Gebäude als Anbau an Wirtschaftsgebäude Nr. 41 als Sachgesamtheitsteil; bau- und ortsgeschichtliche Bedeutung. Gutspark mit historischen Bäumen und anderen Gehölzen, kleiner Anbau an Nummer 41 als eingeschossiger Massivbau mit Satteldach Ende 19./Anfang 20. Jahrhundert während der Nutzung als Kindergarten erbaut. | 09302658 |
| Weitere Bilder                          | Herrenhaus, bestehend aus zwei Gebäudeteilen (Einzeldenkmal zu ID-Nr. 09302658) | Lomnitzer Hauptstraße 33, 35 (Karte)                            | 18. Jahrhundert, im Kern älter                                                  | Einzeldenkmal der Sachgesamtheit ehemaliges Rittergut; bau- und ortsgeschichtliche Bedeutung, zweigeschossiger Massivbau, (Obergeschoss Fachwerk, verputzt) mit Mansarddach, bestehend aus zwei Gebäudeteilen. | 09284475 |
| Direkt Bild zu diesem Denkmal hochladen | Scheune entlang der Straße (Einzeldenkmal zu ID-Nr. 09302658) | Lomnitzer Hauptstraße (entlang der Straße, ohne Nummer) (Karte) | 2. Hälfte 18. Jahrhundert                                                       | Einzeldenkmal der Sachgesamtheit ehemaliges Rittergut; bau- und ortsgeschichtliche Bedeutung, eingeschossiger Massivbau mit Mansarddach und drei Fledermausgaupen | 09284475 |
| Direkt Bild zu diesem Denkmal hochladen | Wirtschaftsgebäudeflügel, bestehend aus drei Gebäudeteilen (Einzeldenkmal zu ID-Nr. 09302658)                                                                                             | Lomnitzer Hauptstraße 37, 39, 41 (Karte)                        | 19. Jahrhundert                                                                 | Einzeldenkmal der Sachgesamtheit ehemaliges Rittergut; bau- und ortsgeschichtliche Bedeutung, ohne Holzvorbau im Park, drei baulich miteinander verbundene Gebäude, wirkt wie ein zusammenhängender Baukörper wegen einheitlicher Dachfläche, zweigeschossige Massivbauten, Satteldach | 09284475 |
| Weitere Bilder                          | Pavillon (Einzeldenkmal zu ID-Nr. 09302658) | Lomnitzer Hauptstraße (ohne Nummer) (Karte)                     |                                                                                 | Einzeldenkmal der Sachgesamtheit ehemaliges Rittergut; bau- und ortsgeschichtliche Bedeutung, schlichter Baukörper auf quadratischem Grundriss mit Zeltdach, direkt an Gutsparkmauer angebaut | 09284475 |
| Weitere Bilder                          | Einfriedungsmauer (Einzeldenkmal zu ID-Nr. 09302658) | Lomnitzer Hauptstraße (ohne Nummer) (Karte)                     |                                                                                 | Einzeldenkmal der Sachgesamtheit ehemaliges Rittergut; bau- und ortsgeschichtliche Bedeutung, ungefähr mannshohe Bruchsteinmauer, die straßenseitig und an einer Seite bis zum (Eck-)Pavillon das Gut einrahmt, weitgehend original erhalten | 09284475 |
| Direkt Bild zu diesem Denkmal hochladen | Einfriedungsmauer | Ottendorfer Straße 5 (entlang der Seifersdorfer Straße) (Karte) | 19. Jahrhundert                                                                 | Bruchstein, baugeschichtlich und straßenbildprägend von Bedeutung, bis 2012 irrtümlich unter Seifersdorfer Straße 9 in der Denkmalliste | 09284456 |
| Direkt Bild zu diesem Denkmal hochladen | Bogenbrücke über das Mittelwasser | Schlägenweg (Karte)                                             | Bezeichnet mit 1794 (Schlussstein)                                              | Einbogige Granitsteinbrücke mit gemauerter Brüstung, seitliche Wangen entlang des Bachbettes aus geschichtetem Bruchstein, baugeschichtlich und ortsgeschichtlich von Bedeutung, im Schlussstein bezeichnet mit 1794, darüber die kurfürstlichen Schwerter | 09304158 |
| Direkt Bild zu diesem Denkmal hochladen | Wohnhaus | Seifersdorfer Straße 1 (Karte)                                  | Anfang 19. Jahrhundert                                                          | Obergeschoss Fachwerk verputzt, baugeschichtlich von Bedeutung | 09284454 |

## Seifersdorf
| Bild                                    | Bezeichnung | Lage                                                                 | Datierung                                                                                  | Beschreibung | ID       |
| --------------------------------------- | --- | -------------------------------------------------------------------- | ------------------------------------------------------------------------------------------ | --- | -------- |
| Weitere Bilder                          | Seifersdorfer Tal (Sachgesamtheit)                                                                                              | (im Seifersdorfer Tal) (Karte)                                       | 1781–1795                                                                                  | Sachgesamtheit Landschaftspark Seifersdorfer Tal mit folgenden Einzeldenkmalen: 12 Denkmale und drei Brücken über die Röder (Teil nördlich der Röder, Gemarkung Seifersdorf, ID-Nr. 09283820), Mühlengebäude (Marienmühle), Straßenbrücke, Mühlgraben und Wehr (Teil nördlich der Großen Röder, Gemarkung Seifersdorf, Schönborner Weg 3, Einzeldenkmal 09283818), drei Gebäude der ehemaligen Niedermühle (Teil nördlich der Großen Röder, Gemarkung Seifersdorf, Seifersdorfer Tal 6, 6a und 6b, Einzeldenkmal 09283819) und 16 Denkmale (Teil südlich der Röder, Gemarkung Schönborn, ID-Nr. 09283805) sowie romantische Parklandschaft mit sämtlichen Wegeführungen und gestalteten Flächen (Gartendenkmal) (siehe Sachgesamtheit Dresden OT Schönborn ID-Nr. 09302338); geschichtlich, künstlerisch und landschaftsgestalterisch bedeutend, einzigartiges Zeugnis der Gartenarchitektur. Seifersdorfer Tal: Tiefeingeschnittenes, gewundenes Tal der Großen Röder von über 2 km Länge, seit 1781 von Gräfin Christiane von Brühl in eine romantische Parklandschaft umgestaltet, die zu einem Anziehungspunkt für die Künstler der Romantik wurde. Das 1792 erschienene Kupferwerk von Wilhelm Gottfried Becker bildete schon über 40 in der Tallandschaft verstreute Denkmäler ab. Die gestalterischen Eingriffe in die Natur beschränkten sich auf ein Minimum, meist wurden nur Blickachsen frei gelegt. Viele Denkmäler, wie der Nachbau der Hütte des Petrarca mit der Quelle von Vaucluse (wo der Dichter seine Liebeslieder an Laura verfasst haben soll), der Betstuhl des Einsiedlers oder die Hütte der Einsamkeit waren nur aus Holz und Stroh und somit der Vergänglichkeit ausgesetzt. | 09302337 |
| Weitere Bilder                          | 12 Denkmale und drei Brücken über die Röder (Teil nördlich der Röder, Gemarkung Seifersdorf), Einzeldenkmale zu ID-Nr. 09302337 | (im Seifersdorfer Tal) (Karte)                                       | 1781–1795                                                                                  | Einzeldenkmale der Sachgesamtheit Seifersdorfer Tal; geschichtlich und künstlerisch von Bedeutung. Bis heute sind aus der Zeit von 1781 bis 1795 erhalten: 1. Altar der Tugend 2. Linde der Ruhe 3. Ruine der Vergänglichkeit (in Resten) 4. Altar der Wahrheit, Postament mit ovaler Inschrifttafel 5. Lorenzos Grab 6. Hermannseiche (in Resten) 7. Quelle der Vergessenheit der Sorgen 8. Sonnenuntergangsbank, eine in Mauerwerk eingefasste Sandsteinplatte 9. Herder-Denkmal mit einer Eisenbüste auf einer Sandsteinsäule 10. Denkmal für den Premierminister Graf Heinrich von Brühl (in Resten) 11. „Den freundlichen Pflegern des Tales“ 12. Amor | 09283820 |
| Weitere Bilder                          | Steinkreuz | Alte Hallische Salzstraße (nordöstlich vom Ort) (Karte)              | Bezeichnet mit 1678                                                                        | Granit, Inschrift: „ANNO/1678/DEN 22./MARTII“, ortsgeschichtlich von Bedeutung | 09304544 |
| Direkt Bild zu diesem Denkmal hochladen | Wohnstallhaus, angebauter offener Schuppen und Scheune eines Dreiseithofes                                                      | Bäckerberg 14 (Karte)                                                | 2. Hälfte 19. Jahrhundert                                                                  | Baugeschichtlich und sozialgeschichtlich von Bedeutung, Scheune Obergeschoss verbrettert | 09283828 |
| Weitere Bilder                          | Evangelische Pfarrkirche, 13 Grabmale, Nebengebäude, Einfriedungsmauer und Kirchhof                                             | Kirchberg (Karte)                                                    | 1605 (Evangelische Kirche); 15.–19. Jahrhundert (Grabmale); 19. Jahrhundert (Nebengebäude) | Baugeschichtlich, kunstgeschichtlich und ortsgeschichtlich von Bedeutung. Kirche: langgestrecktes Schiff, dreiseitiger, nicht eingezogener Chor, mit Strebepfeilern. Gewölbe mit angeputzten Rippen. Turm an der Südseite, Glockengeschoss achteckig, mit Haube und Laterne. Nebengebäude: Bruchsteinbau mit Sandsteingewänden und Biberschwanzdeckung. Kirchhof: Wegesystem mit wassergebundener Decke, teilweise überwachsen, mächtige geschnittene Linde südlich der Kirche. Einfriedung: verputzte Bruchsteinmauer mit Sandsteinabdeckung, Zufahrtstor von Süden, Pforte im Nordwesten. 1. tabernakelähnliches Grabmal Carl Graf von Brühl mit Kreuz, (1818–1858) 2. klassizistisches verwittertes Grabmal an der Kirchhofsmauer 3. Grabmal der Jenny Brühl mit Kreuz (1795–1884) 4. klassizistisches Grabmal Wilhelm (1767–1847) und Charlotte Hilliger (1804–18?), stark angewittert 5. Sandsteingrabmal der Gräfin Sophia Josepha von Brühl (geb. 1819) 6. Grabmal Carl Moritz Graf von Brühl (1816–1828) 7. barockes verwittertes Grabmal mit zwei Kartuschen an einem Kirchenpfeiler, 18. Jahrhundert 8. klassizistisches Grabmal mit Kreuz und Blumenschmuck an der Kirchenwand 9. barockes verwittertes Grabmal an der Kirchenwand von Gottfried Schneider, 18. Jahrhundert 10. weiters barockes verwittertes Grabmal Gottfried Schneider (gest. 1773) 11. Epitaph mit lebensgroßem Relief des Anthonius Lindehorst, gest. 1609 12. Grabmal Christina Gräfin von Brühl, Vase mit Schlange, gest. 1816 13. Grabmal Johann Georgen Trepten, Kubus mit Deckelschale, bezeichnet 1797 Baumreihe: nördlich des Kirchhofs Baumreihe aus Winter-Linden (Tilia cordata). | 09283826 |
| Weitere Bilder                          | Alte Schule mit Fachwerkschuppen                                                                                                | Kirchgasse 3 (Karte)                                                 | Um 1840                                                                                    | Heute Rat der Gemeinde, ortsgeschichtlich von Bedeutung | 09283804 |
|                                         | Pfarrhof mit Scheune | Kirchgasse 5 (Karte)                                                 | 3. Viertel 19. Jahrhundert                                                                 | Baugeschichtlich und ortsgeschichtlich von Bedeutung | 09283815 |
| Weitere Bilder                          | Gasthof „Zum treuen Hunde“ | Schönborner Weg 1 (Karte)                                            | 3. Drittel 18. Jahrhundert (Gasthof); um 1870 (Saal)                                       | Ruinös, baugeschichtlich und ortsgeschichtlich von Bedeutung. Abrissgenehmigung vom 29. März 2010 wegen langen Leerstandes, Verwahrlosung und schwerer Bauschäden. Erhalt des Denkmals nicht mehr zumutbar, Scheune zu zwei Dritteln eingefallen. Streichung Scheune 21. September 2012: Vom originalen Gebäude nur noch Erdgeschoss-Mauerwerk erhalten (Bruchstein, mit zwei rundbogigen Öffnungen und zwei Stallfenstern), später aufgestockt mit Ziegelmauerwerk, östlicher Giebel offen, Dachstuhl auch nicht mehr von denkmalpflegerischer Relevanz, ruinöser Zustand und geringer Authentizitätsgrad. | 09283813 |
| Direkt Bild zu diesem Denkmal hochladen | Ländliches Wohnhaus, mit Resten der Hofmauer und Handschwengelpumpe vor dem Haus                                                | Schönborner Weg 2 (Karte)                                            | Anfang 19. Jahrhundert                                                                     | Obergeschoss Fachwerk, holzverkleidete Pumpe, baugeschichtlich und sozialgeschichtlich von Bedeutung, Fachwerk verputzt | 09283814 |
| Weitere Bilder                          | Mühlengebäude (Marienmühle), Straßenbrücke, Mühlgraben und Wehr (Einzeldenkmale zu ID-Nr. 09302337)                             | Schönborner Weg 3 (Karte)                                            | 1852 (Mühle); 1817 (bezeichnet mit)                                                        | Einzeldenkmale der Sachgesamtheit Seifersdorfer Tal; baugeschichtlich und ortsgeschichtlich von Bedeutung, Brücke mit Schlussstein vor dem Mühlengebäude, bezeichnet mit „CGv.B 1817“ | 09283818 |
|                                         | Drei Gebäude der ehemaligen Niedermühle (Einzeldenkmale zu ID-Nr. 09302337)                                                     | Seifersdorfer Tal 6, 6a, 6b (Karte)                                  | Um 1890                                                                                    | Einzeldenkmale der Sachgesamtheit Seifersdorfer Tal; ehemalige Papierfabrik Seifersdorf, baugeschichtlich und ortsgeschichtlich von Bedeutung | 09283819 |
| Weitere Bilder                          | Mord- und Sühnekreuz | Siedlung (nordwestlich vom Ort, Ecke Tina- von-Brühl-Straße) (Karte) | Spätmittelalter                                                                            | Sandsteinkreuz mit Einritzung einer schwertartigen Waffe, ortsgeschichtlich von Bedeutung | 09304545 |
| Direkt Bild zu diesem Denkmal hochladen | Spritzenhaus mit Turm | Tina-von-Brühl-Straße (Aufgang zum Bäckerberg) (Karte)               | 2. Hälfte 19. Jahrhundert                                                                  | Ortsgeschichtlich von Bedeutung | 09283827 |
| Direkt Bild zu diesem Denkmal hochladen | Wohnhaus mit angebautem Stall und Scheune eines Bauernhofes                                                                     | Tina-von-Brühl-Straße 6 (Karte)                                      | 1896 laut Auskunft                                                                         | Sozialgeschichtlich und wirtschaftsgeschichtlich von Bedeutung | 09283812 |
| Direkt Bild zu diesem Denkmal hochladen | Handschwengelpumpe | Tina-von-Brühl-Straße 6 (gegenüber) (Karte)                          | 19. Jahrhundert                                                                            | Pumpe mit Holzverkleidung, Relikt der Wasserversorgung früherer Zeiten, sozialgeschichtlich von Bedeutung | 09283811 |
| Weitere Bilder                          | Wohnhaus | Tina-von-Brühl-Straße 21 (Karte)                                     | 1. Hälfte 19. Jahrhundert                                                                  | Obergeschoss Fachwerk, baugeschichtlich und straßenbildprägend von Bedeutung | 09283803 |
| Weitere Bilder                          | Denkmal für die Gefallenen des Ersten Weltkrieges                                                                               | Tina-von-Brühl-Straße 21 (neben) (Karte)                             | Nach 1918                                                                                  | Ortsgeschichtlich von Bedeutung | 09283810 |
| Weitere Bilder                          | Rittergut, Schloss und Schlosspark Seifersdorf (Sachgesamtheit)                                                                 | Tina-von-Brühl-Straße 31, 33 (Wachauer Straße 1) (Karte)             | 1. Drittel 19. Jahrhundert; 1800 (Garten angelegt)                                         | Sachgesamtheit Rittergut, Schloss und Schlosspark Seifersdorf mit folgenden Einzeldenkmalen: Schloss (heute Gemeindeverwaltung), Schlossbrücke, Teich und Wassergraben mit Stützmauer, Eiskeller und Einfriedungsmauer der Parkanlage mit zwei Toranlagen, sowie Herrenhaus, Gutscheune, zwei Wirtschaftsgebäude und Einfriedungsmauer des ehemaligen Rittergutes (siehe Obj. 09283809, gleiche Anschrift), Gärtnerhaus (siehe Obj. 09283821), der Schlosspark, nordöstliche Lindenallee und Bereich des ehemaligen Küchengartens nördlich des Ritterguts (Gartendenkmale); Garten angelegt von Max Bertram, baugeschichtlich, sozialgeschichtlich, ortsgeschichtlich und landschaftsgestaltend von Bedeutung. Englische Parkanlage mit Umfassungsmauern, nördlicher Teil des Wirtschaftshofes Bereich des ehemaligen Küchengartens. Remise (Sachgesamtheitsteil): langgestreckter, massiver Baukörper (Bruchsteinmauerwerk) mit zwei großen rechteckigen, torlosen Durchfahrten, originalem Dachstuhl (desolat), Satteldach mit Biberschwanzdeckung und zwei Dacherkern, mit Kellereingang, unter dem gesamten Gebäudegrundriss Gewölbe vorhanden (langgestreckte Tonne). | 09301961 |
| Weitere Bilder                          | Herrenhaus (Einzeldenkmal zu ID-Nr. 09301961)                                                                                   | Tina-von-Brühl-Straße 31 (Karte)                                     | 1776                                                                                       | Einzeldenkmal der Sachgesamtheit Rittergut, Schloss und Schlosspark Seifersdorf; baugeschichtlich, kunstgeschichtlich und ortsgeschichtlich von Bedeutung | 09283809 |
| Weitere Bilder                          | Gutscheune (Einzeldenkmal zu ID-Nr. 09301961)                                                                                   | Tina-von-Brühl-Straße 31 (Karte)                                     | 19. Jahrhundert                                                                            | Einzeldenkmal der Sachgesamtheit Rittergut, Schloss und Schlosspark Seifersdorf; baugeschichtlich, kunstgeschichtlich und ortsgeschichtlich von Bedeutung | 09283809 |
| Weitere Bilder                          | Zwei Wirtschaftsgebäude (Einzeldenkmal zu ID-Nr. 09301961)                                                                      | Tina-von-Brühl-Straße 31 (Karte)                                     | 19. Jahrhundert                                                                            | Einzeldenkmal der Sachgesamtheit Rittergut, Schloss und Schlosspark Seifersdorf; baugeschichtlich, kunstgeschichtlich und ortsgeschichtlich von Bedeutung | 09283809 |
| Weitere Bilder                          | Einfriedungsmauer des ehemaligen Rittergutes (Einzeldenkmal zu ID-Nr. 09301961)                                                 | Tina-von-Brühl-Straße 31 (Karte)                                     |                                                                                            | Einzeldenkmal der Sachgesamtheit Rittergut, Schloss und Schlosspark Seifersdorf; baugeschichtlich, kunstgeschichtlich und ortsgeschichtlich von Bedeutung | 09283809 |
| Weitere Bilder                          | Schloss, heute Gemeindeverwaltung (Einzeldenkmal zu ID-Nr. 09301961)                                                            | Tina-von-Brühl-Straße 33 (Karte)                                     | Um 1530                                                                                    | Einzeldenkmal der Sachgesamtheit Rittergut, Schloss und Schlosspark Seifersdorf; baugeschichtlich, kunstgeschichtlich und ortsgeschichtlich von Bedeutung Schloss, heute Gemeindeverwaltung. Eines der frühesten Werke der Neugotik in Sachsen. Ursprünglich als Renaissance-Wasserschloss um 1530 errichtet, wovon noch ein Wappenstein der von Haugwitz und Schlieben von 1531 an der Hauptfassade zeugt. Hinweise auf weitere Umgestaltungen der Anlage geben Inschrifttafeln von 1625, 1690 und 1698 im Hof. Neugotischer Umbau des Schlosses unter Carl Friedrich Moritz von Brühl nach Anregungen von Karl Friedrich Schinkel, wahrscheinlich unter Mitarbeit des Architekten Johann Christian Ginelli und seines Bruders, des Malers Janus Ginelli. 1822 war der Umbau abgeschlossen. Dreiflügelanlage um einen engen Hof. Zum Park wird der Innenhof durch eine Portalanlage mit drei spitzbogigen Toren verschlossen, die von zwei kleinen vorstehenden Türmchen flankiert werden. Über den Toren ein Laufgang hinter einem Zinnenkranz, der die beiden Flügel verbindet und den burghaften Charakter der Anlage unterstreicht. Der Bau zweigeschossig mit vorkragendem Mansardgeschoss, das von auf Konsolen ruhenden spitzbogigen Arkaden getragen wird, an den beiden vorderen Seiten mit vorgesetztem Zinnenkranz. Das Mansardgeschoss ist dem Dach nur vorgeblendet, da die Dachbalken, von außen nicht zu sehen, in Höhe der Konsolen ansetzen. An der Hauptfassade Mittelrisalit mit Altan am Eingang und gotisches Giebelfeld mit Zinnenbekrönung, die sich turmartig über dem Dach fortsetzt. An der Südfassade schmaler Risalit, der Zinnenkranz und Dachansatz durchbricht und mit einer Schleppgaupe abgeschlossen ist. An den Ecken turmartige Schornsteine, die im zweiten Geschoss ansetzen. Der Bau einheitlich mit spitzbogigen, meist gekoppelten Fenstern. Im Inneren noch Struktur des Renaissancebaus an dem schmalen Mittelkorridor im Erdgeschoss ablesbar, an dem Portale mit Renaissancegewänden erhalten sind, außerdem noch eine eisenbeschlagene Tür aus der Erbauungszeit und Tonnengewölbe im Keller. Ansonsten einheitlich neugotisch durchgestaltet, im Obergeschoss teilweise auch renaissancistische Holzkassettendecken, reiche barockisierende Stuckdecken und Kachelöfen aus dem frühen 19. Jahrhundert. Die im Park verteilten Denkmäler standen in Beziehung zu dem System der romantischen Denkmallandschaft des nahegelegenen Seifersdorfer Tales, von denen aber nur Reste erhalten sind, so beispielsweise Youngs Grotte. Von dem Wassergraben um das Schloss ist nur eine Teichanlage an der Südseite erhalten. Als Renaissance-Wasserschloss um1530 errichtet, 1822 qualitätvoller neugotischer Umbau nach Plänen von K. F. Schinkel. Dreiflügelanlage mit Hof, zum Park hin durch Torbau geöffnet. Einheitliche spitzbogige Fenstergruppen, umlaufender vorgeblendeter Zinnenkranz unterhalb des Mezzaningeschosses. Im Gelände des ehemaligen Rittergutes gibt es noch ein Wirtschaftsgebäude (kein Denkmal), das im Inneren ein Gewölbe besitzt: hinter der Scheune gelegenes rechtes Wirtschaftsgebäude (vorderer Teil). | 09283809 |
|                                         | Schlossbrücke (Einzeldenkmal zu ID-Nr. 09301961)                                                                                | Tina-von-Brühl-Straße 33 (Karte)                                     |                                                                                            | Einzeldenkmal der Sachgesamtheit Rittergut, Schloss und Schlosspark Seifersdorf; baugeschichtlich, kunstgeschichtlich und ortsgeschichtlich von Bedeutung | 09283809 |
|                                         | Teich und Wassergraben mit Stützmauer (Einzeldenkmal zu ID-Nr. 09301961)                                                        | Tina-von-Brühl-Straße 33 (Karte)                                     |                                                                                            | Einzeldenkmal der Sachgesamtheit Rittergut, Schloss und Schlosspark Seifersdorf; baugeschichtlich, kunstgeschichtlich und ortsgeschichtlich von Bedeutung | 09283809 |
|                                         | Eiskeller (Einzeldenkmal zu ID-Nr. 09301961)                                                                                    | Tina-von-Brühl-Straße 33 (Karte)                                     |                                                                                            | Einzeldenkmal der Sachgesamtheit Rittergut, Schloss und Schlosspark Seifersdorf; baugeschichtlich, kunstgeschichtlich und ortsgeschichtlich von Bedeutung, Bruchsteinmauerwerk (Granit), Ecken aus Sandstein-Werkstein | 09283809 |
|                                         | Einfriedungsmauer der Parkanlage mit zwei Toranlagen (Einzeldenkmal zu ID-Nr. 09301961)                                         | Tina-von-Brühl-Straße 33 (Karte)                                     |                                                                                            | Einzeldenkmal der Sachgesamtheit Rittergut, Schloss und Schlosspark Seifersdorf; baugeschichtlich, kunstgeschichtlich und ortsgeschichtlich von Bedeutung | 09283809 |
| Direkt Bild zu diesem Denkmal hochladen | Ländliches Wohnhaus mit angebauter Scheune                                                                                      | Tina-von-Brühl-Straße 37 (Karte)                                     | 1. Hälfte 19. Jahrhundert                                                                  | Baugeschichtlich und sozialgeschichtlich von Bedeutung | 09283832 |
| Direkt Bild zu diesem Denkmal hochladen | Sockelstein eines Wettindenkmales                                                                                               | Wachauer Straße (Karte)                                              | 2. Hälfte 19. Jahrhundert                                                                  | Mit historischer Inschrift und Kämpferplatte, kulturgeschichtliche und ortsgeschichtliche Bedeutung sowie landschaftsprägender Wert, gut erhaltener Sandsteinblock mit lesbarer historischer Inschrift sowie zweistufige Kämpferplatte (auf der neu zu errichtende Wettinsäule platziert wird), geborgene Teile stellen wichtigen Bestandteil des gesamten Denkmals dar, sind deshalb von geschichtlichem und wissenschaftlich-dokumentarischem Zeugniswert | 09303662 |
| Weitere Bilder                          | Gärtnerhaus im Schlosspark (Einzeldenkmal zu ID-Nr. 09301961)                                                                   | Wachauer Straße 1 (Karte)                                            | Um 1822                                                                                    | Baugeschichtlich und ortsgeschichtlich von Bedeutung, bezeichnet auch als „Taubenhaus“ (SZ 2. September 2011), früher waren hier Bedienstete des Schlossherrn untergebracht | 09283821 |
| Direkt Bild zu diesem Denkmal hochladen | Wohnstallhaus eines Dreiseithofes (ohne hinteren massiven Anbau)                                                                | Wachauer Straße 11 (Karte)                                           | 2. Viertel 19. Jahrhundert                                                                 | Obergeschoss Fachwerk, baugeschichtlich und sozialgeschichtlich von Bedeutung | 09283823 |
| Direkt Bild zu diesem Denkmal hochladen | Wohnhaus | Wachauer Straße 26 (Karte)                                           | 2. Hälfte 19. Jahrhundert                                                                  | Obergeschoss Fachwerk, baugeschichtlich von Bedeutung | 09283825 |

## Ehemalige Denkmäler

### Ehemalige Denkmäler (Wachau)
| Bild                                    | Bezeichnung                                                                                                  | Lage                                       | Datierung                                                      | Beschreibung | ID       |
| --------------------------------------- | --- | ------------------------------------------ | -------------------------------------------------------------- | --- | -------- |
| Weitere Bilder                          | Rittergut Wachau (Sachgesamtheit)                                                                            | Am Rittergut 3, 4 (Karte)                  | 1720–1900                                                      | Sachgesamtheit Rittergut Wachau mit folgenden Einzeldenkmalen: ehemaliges Brauereigebäude und Wirtschaftsgebäude mit Tordurchfahrt und zwei Wappen sowie straßenbegleitende Bruchsteinmauer entlang der Flurstücke 992/6 und 992/7 (siehe Obj. 09284542) und einem weiteren Wirtschaftsgebäude als Sachgesamtheitsteil; baugeschichtlich und ortsgeschichtlich von Bedeutung, eingeschossiges Gebäude (Nummer 4) mit abgeschrägter Ecke und Figurennische, rundbogige Fenster, Teile des Rittergutes wurden bereits abgebrochen. Zwischen 2017 und 2024 in Sachgesamtheit 09301665 integriert. | 09301664 |
| Weitere Bilder                          | Ehemaliges Brauereigebäude (Einzeldenkmal zu ID-Nr. 09301664)                                                | Am Rittergut 3 (heute Am Schloß 3) (Karte) | Um 1730                                                        | Einzeldenkmal der Sachgesamtheit Rittergut Wachau; bau- und ortsgeschichtlich von Bedeutung, eingeschossiger Bruchsteinbau, Mansardwalmdach. Zwischen 2017 und 2024 in Einzeldenkmal 09284541 integriert. | 09284542 |
| Weitere Bilder                          | Wirtschaftsgebäude mit Tordurchfahrt und zwei Wappen (Einzeldenkmal zu ID-Nr. 09301664)                      | Am Rittergut 3 (heute Am Schloß 3) (Karte) | 18. Jahrhundert (Wirtschaftsgebäude); 16. Jahrhundert (Wappen) | Einzeldenkmal der Sachgesamtheit Rittergut Wachau; bau- und ortsgeschichtlich von Bedeutung, Stallgebäude mit Tordurchfahrt, teilunterkellert, zwei Wappen an der Gebäudewand (hier ist nur der hintere Teil Denkmal, der vordere fünfgeschossige Gebäudeteil besitzt keinen Denkmalwert). Zwischen 2017 und 2024 in Einzeldenkmal 09284541 integriert. | 09284542 |
| Weitere Bilder                          | Straßenbegleitende Bruchsteinmauer entlang der Flurstücke 992/6 und 992/7 (Einzeldenkmal zu ID-Nr. 09301664) | Am Rittergut 3 (heute Am Schloß 3) (Karte) |                                                                | Einzeldenkmal der Sachgesamtheit Rittergut Wachau; bau- und ortsgeschichtlich von Bedeutung, sanierte Bruchsteinmauer. Zwischen 2017 und 2024 in Sachgesamtheit 09301665 integriert. | 09284542 |
| Direkt Bild zu diesem Denkmal hochladen | Nordwestliches Auszugshaus eines Dreiseithofes                                                               | Hauptstraße 44 (Karte)                     | Mitte 19. Jahrhundert                                          | Obergeschoss Fachwerk, baugeschichtlich und sozialgeschichtlich von Bedeutung. Zwischen 2011 und 2015 abgerissen und neu bebaut. | 09284516 |
| Direkt Bild zu diesem Denkmal hochladen | Wohnstallhaus ohne Anbau                                                                                     | Hauptstraße 65a (Karte)                    | 1. Hälfte 19. Jahrhundert                                      | Obergeschoss Fachwerk, baugeschichtlich von Bedeutung. Zwischen 2011 und 2015 abgerissen und später neu bebaut. Abbruchgenehmigung von 1998. | 09284530 |
| Weitere Bilder                          | Wohnstallhaus                                                                                                | Hauptstraße 86 (Karte)                     | 18. Jahrhundert                                                | Obergeschoss Fachwerk, bau- und sozialgeschichtlich von Bedeutung, Fachwerk verbrettert. Zwischen 2017 und 2024 aus der Denkmalliste gestrichen. | 09284525 |
| Weitere Bilder                          | Brückensteg über Bach                                                                                        | Mühlweg (Karte)                            | 19. Jahrhundert                                                | Sozialgeschichtlich von Bedeutung. Zwischen 2017 und 2024 aus der Denkmalliste gestrichen. | 09284551 |

### Ehemalige Denkmäler (Feldschlößchen)
| Bild                                    | Bezeichnung                     | Lage                                                                  | Datierung                              | Beschreibung | ID       |
| --------------------------------------- | ------------------------------- | --------------------------------------------------------------------- | -------------------------------------- | --- | -------- |
| Direkt Bild zu diesem Denkmal hochladen | Feldscheune und Ziegeleigebäude | An der Knorpelschänke 2 (hinter dem Gasthof „Knorpelschänke“) (Karte) | Um 1820 (dendrochronologisch bestimmt) | Baugeschichtlich, technikgeschichtlich, ortsgeschichtlich und sozialgeschichtlich von Bedeutung. Ältestes Gebäude des Ortes Feldschlößchen, um 1820 erbaute Feldscheune mit Bruchsteinsockel, darüber verbretterte Holzkonstruktion und Satteldach mit Dachausbauten. Diente in der Winterzeit als Trockenraum für die auf dem glatten Vorplatz geformten und noch feuchten Ziegel. Nach dem Trocknen auf Trockengerüsten wurden die Ziegel in einem außerhalb des Gebäudes befindlichen, nicht mehr erhaltenen Ofen gebrannt. Die teils noch erhaltenen Trockengerüste bestanden aus regelmäßig eingekerbten Balken und darin eingesetzten Holzbrettern. Aufgrund dieser zweiten Nutzung der Feldscheune als Ziegeleigebäude nicht nur von baugeschichtlicher, sondern auch von hoher technikgeschichtlicher sowie orts- und sozialgeschichtlicher Bedeutung. Zwischen 2011 und 2015 abgerissen. | 09284510 |

### Ehemalige Denkmäler (Lomnitz)
| Bild                                    | Bezeichnung                                                                                          | Lage                             | Datierung                 | Beschreibung | ID       |
| --------------------------------------- | --- | -------------------------------- | ------------------------- | --- | -------- |
| Direkt Bild zu diesem Denkmal hochladen | Gasthaus Buschschänke                                                                                | Buschmühlenweg 56 (Karte)        | Anfang 19. Jahrhundert    | Gasthaus Obergeschoss Fachwerk, baugeschichtlich und ortsgeschichtlich von Bedeutung. Nach 2014 von der Denkmalliste gestrichen. | 09284450 |
| Weitere Bilder                          | Wohnstallhaus, Seitengebäude und Scheune eines Dreiseithofes sowie Hofeinfahrt und Einfriedungsmauer | Kantor-Pech-Straße 10 (Karte)    | Mitte 19. Jahrhundert     | Wohnstallhaus Putzbau mit Drillingsfenstern im Giebel, Seitengebäude Obergeschoss Fachwerk verbrettert, Hofeinfahrt bestehend aus drei Granittorpfeilern, Hofmauer verputzter Bruchstein, baugeschichtlich, wirtschaftsgeschichtlich und straßenbildprägend von Bedeutung, Seitengebäude mit Pferdestall. Zwischen 2017 und 2024 aus der Denkmalliste gestrichen, teilweise abgerissen. | 09284471 |
| Direkt Bild zu diesem Denkmal hochladen | Wohnstallhaus                                                                                        | Lomnitzer Hauptstraße 16 (Karte) | 2. Hälfte 19. Jahrhundert | Obergeschoss Fachwerk verbrettert, baugeschichtlich von Bedeutung, weitgehender authentischer Erhaltungszustand des äußeren Erscheinungsbildes, originale Fenstergrößen, zu großen Teilen Holzfenster mit ursprünglicher Sprossung, Bedeutung für das Ortsbild, Zeugnis der bäuerlichen Lebensweise. Zwischen 2017 und 2024 aus der Denkmalliste gestrichen.                            | 09283837 |

## Tabellenlegende
- Bild: Bild des Kulturdenkmals, ggf. zusätzlich mit einem Link zu weiteren Fotos des Kulturdenkmals im Medienarchiv Wikimedia Commons. Wenn man auf das Kamerasymbol klickt, können Fotos zu Kulturdenkmalen aus dieser Liste hochgeladen werden:
- Bezeichnung: Denkmalgeschützte Objekte und ggf. Bauwerksname des Kulturdenkmals
- Lage: Straßenname und Hausnummer oder Flurstücknummer des Kulturdenkmals. Die Grundsortierung der Liste erfolgt nach dieser Adresse. Der Link (Karte) führt zu verschiedenen Kartendiensten mit der Position des Kulturdenkmals. Fehlt dieser Link, wurden die Koordinaten noch nicht eingetragen. Sind diese bekannt, können sie über ein Tool mit einer Kartenansicht einfach nachgetragen werden. In dieser Kartenansicht sind Kulturdenkmale ohne Koordinaten mit einem roten bzw. orangen Marker dargestellt und können durch Verschieben auf die richtige Position in der Karte mit Koordinaten versehen werden. Kulturdenkmale ohne Bild sind an einem blauen bzw. roten Marker erkennbar.
- Datierung: Baubeginn, Fertigstellung, Datum der Erstnennung oder grobe zeitliche Einordnung entsprechend des Eintrags in der sächsischen Denkmaldatenbank
- Beschreibung: Kurzcharakteristik des Kulturdenkmals entsprechend des Eintrags in der sächsischen Denkmaldatenbank, ggf. ergänzt durch die dort nur selten veröffentlichten Erfassungstexte oder zusätzliche Informationen
- ID: Vom Landesamt für Denkmalpflege Sachsen vergebene, das Kulturdenkmal eindeutig identifizierende Objekt-Nummer. Der Link führt zum PDF-Denkmaldokument des Landesamtes für Denkmalpflege Sachsen. Bei ehemaligen Kulturdenkmalen können die Objektnummern unbekannt sein und deshalb fehlen bzw. die Links von aus der Datenbank entfernten Objektnummern ins Leere führen. Ein ggf. vorhandenes Icon  führt zu den Angaben des Kulturdenkmals bei Wikidata.

## Ausführliche Denkmaltexte
1. ↑  
Das Seifersdorfer Tal entsprach mit seiner reizvollen kleinräumigen Landschaft und den malerischen Felspartien und Wiesenbereichen entlang des Flusses Große Röder dem Naturideal des ausgehenden 18. Jahrhunderts. Berühmt wurde das Tal jedoch erst durch die Tätigkeit von Hanns Moritz von Brühl  und Christina von Brühl, die als dilettierende Gartenkünstler den Anregungen des großen Gartentheoretikers des 18. Jahrhunderts, Christian Cajus Hirschfeld (1742–1792) folgend, die Schöpfungen der Natur durch Werke der Kunst erhöhten. Sie schufen somit einen der frühesten Landschaftsgärten in Deutschland und überschritten gleichzeitig die Grenzen des Landschaftsgartens, denn das Tal war, wie im „Taschenkalender für Natur- und Gartenfreunde 1795“ bemerkt wurde, „nicht sowohl Garten, als ein verschönerter Wald“, ein „Muster der Veredlung wilder Natur“, wobei aber „die erneute Gartenkunst eigentlich dabei zu Hilfe gerufen worden ist“. Hanns Moritz von Brühl, 1746 als jüngster Sohn des einflussreichen sächsischen Premierministers Heinrich von Brühl geboren, war auf den zahlreichen Gütern seiner Eltern von Kindesbeinen an mit den fortschrittlichsten sächsischen Gartenschöpfungen jener Zeit vertraut. Im Rahmen seiner Ausbildung hatte er aber auch bereits frühzeitig Kontakt zu den Ideen der Aufklärung, beispielsweise durch die lebenslang währende Freundschaft zu dem Dichter Gottlieb Konrad Pfeffel (1736–1809).

Die Niederlage, die Sachsen im Siebenjährigen Krieg erfahren musste, war gleichzeitig auch der finanzielle Ruin der Brühlschen Familie. Das Vermögen wurde nach dem Tod Heinrich von Brühls wegen des Verdachts der Veruntreuung sequestiert, und viele Besitzungen gingen in der Folgezeit verloren. Hanns Moritz musste sich mit dem bescheidenen Gut Seifersdorf begnügen – Brühlscher Besitz seit 1747, in den bis dato jedoch wenig investiert worden war. Da das alte, aus der Renaissance stammende Wasserschloss unbewohnbar war, bezog das Paar – Hanns Moritz hatte 1771 die elsässische Offizierstochter Christina Margarita Schleyerweber geheiratet – das fast ärmlich zu nennende Herrenhaus der Gutsökonomie. Es war eine wenig standesgemäße Behausung – unweit der gräflichen Wohnzimmer scharrten die Hühner im Mist. Doch die Brühls machten aus ihrem bürgerlich-ländlichen Lebensstil, dem Credo der damaligen Zeit gemäß, eine Tugend. So schrieb ein zeitgenössischer Kritiker: „Wodurch sich aber das Ganze von bloßer Empfindsamkeit so vieler anderen unterscheidet ist, dass hier Personen vom Genuss alles dessen, was die glänzenden Auftritte des Lebens in den höheren Ständen darbieten, zum Genuss der Einsamkeit, Unschuld und Einfalt der Natur zurückgekehrt sind, wenn andere das Eine und das Andere nur in der Einbildung genossen haben.“

Trotzdem verwundert es aus heutiger Sicht, dass die Brühls sich nicht zuerst um die Verbesserung ihrer misslichen Wohnverhältnisse bemühten, sondern ihre ganze Energie und ihre sehr beschränkten finanziellen Mittel für die Ausgestaltung eines Tales, das eine Viertelstunde Fußweges entfernt lag, verwendeten. Sie schufen im Bereich der Talwiesen und an den Berghängen über vierzig in sich geschlossene Gartenszenen, die oft durch Sichtbeziehungen verbunden waren. Die Vegetation des Tales, die aufgrund des Holzmangels und anderer Waldbewirtschaftungsformen in jener Zeit wahrscheinlich die Felsen nicht in dem Maße verdeckte wie heute, wurde dabei kaum verändert und nur durch wenige standortfremde Pflanzen im Bereich der Szenen ergänzt. Die Ideen und Entwürfe für die Gestaltung der Anlage dürften wohl weitestgehend auf die Gräfin zurückgehen, wenngleich auch der Graf bei der Ausführung selbst mit Hand anlegte. Zunächst erfolgte die Umsetzung, dem knappen Familienbudget geschuldet, mit einfachsten Mitteln. Tina schrieb 1795: „... um Kosten zu sparen waren sonst beynahe alle Monumente von Holz, die jetzt bis auf einige wenige von Stein sind...“. Die aufgestellten Büsten waren Abgüsse aus der Werkstatt des Weimarer Holfbildhauers Martin Gottlieb Klauer (1742–1801), die später durch Eisengüsse aus Lauchhammer ersetzt wurden.

Die Brühls gestalteten die Anlagen im Tal weniger für die eigene Nutzung, sondern, mit einem zunächst unerschütterlichen aufklärerischen Optimismus, für die ethisch-didaktische Erziehung der Bevölkerung. Das Seifersdorfer Tal, ein beliebtes Ausflugsziel bis in die heutige Zeit, stand allen Bevölkerungsschichten offen. Das Besucherbuch verzeichnet neben den Namen von Fürsten und Grafen auch die oft nur aus drei Kreuzen bestehenden Eintragungen der Bewohner der umliegenden Ortschaften. Unter den Besuchern des Tales finden sich aber auch illustre Namen wie Jean Paul, der das Tal „himmlisch“ fand. Christoph Martin Wieland, Christian Gottlieb und Theodor Körner, Caspar David Friedrich, Johann Gottfried Schadow, Elisa von der Recke oder Zacharias Werner. Stets war es Anliegen der Brühls, Künstler um sich zu scharen und sie zu fördern, besonders im Hinblick auf die Herausbildung einer deutschen Nationalkultur. (Aus: Führer durch das berühmte Seifersdorfer Tal. Berlin 1994, Nachwort von Kathrin Franz)
2. ↑  Dehio – Handbuch der deutschen Kunstdenkmäler / Sachsen Band 1:

Saalkirche, einheitlicher Bau von 1604/05. Restaurierung der Kirche 1892 durch Christian Gottfried Schramm. Langgestreckter Putzbau, mit 5/8-Schluss und Strebepfeilern. An der Südseite Turm auf quadratischem Grundriss, das Obergeschoss achteckig mit geschweifter Haube und Laterne, Sakristei im Erdgeschoss. Saal und Chor mit nachgotischem Netzgewölbe mit angeputzten Graten. Patronatsloge im Chor, eingeschossige Empore des 19. Jahrhunderts.

Altarretabel von 1604/05, ursprünglich wohl als Sandstein-Epitaph des 1603 gestorbenen Dietrich von Grünrod gedacht, dann zum Epitaphaltar erweitert. In einer Nische kniet als vollplastische Sandsteinfigur der Verstorbene, darüber rechts oben in der Nische ein kleines Alabaster-Kruzifix, links oben eine Epitaph-Inschrifttafel. An den Seiten, abgetrennt durch Säulen mit Wappenfolgen und Kompositkapitellen, Flügel mit Bildnissen der knienden Familienangehörigen. In der Predella fein ausgearbeitetes Sandsteinrelief mit Abendmahlszene, über der Nische Ölgemälde mit Grablegungszene, an den Voluten und auf den Kapitellen Engel, als Abschluss der Salvator als vollplastische Figur. – Kanzel mit Kanzelfuß von 1605, hölzerner Kanzelkorb erneuert. – Schlichte, runde Taufe aus Muschelkalk, mit Inschriften der Stifterinnen Sibilla von Grünrod und Sabina von Schönfeld, 1605. – Kirchengestühl, 19. Jahrhundert – Orgel von Eule, 1892. – Beachtenswerte Grabdenkmäler im Chor: an der Nordostwand plastische Reliefplatte aus Sandstein mit Bildnissen von Jobst von Haugwitz und dessen Frau (um 1570). Schlichte Grabplatte von Dietrich von Grünrod († 1603), dessen plastisches Abbild in den Altar eingebaut worden ist, an der Südseite das Denkmal Joachim von Grünrods († 1604) als vollplastische, stehende, farbig gefasste Sandsteinfigur und in ähnlicher Art, wohl von demselben Künstler, an der Nordostwand die Figur Wolff Dietrich von Grünrods († 1606) in schwarzer Rüstung. In barocken, prächtigen Formen das Denkmal Wolff Dietrich von Grünrods († 1655) mit der überlebensgroßen Sandsteinskulptur des Verstorbenen auf einer Konsole vor reich verzierter Epitaphtafel an der Südostseite, möglicherweise von Johann Heinrich Böhme d. Ä. Die Denkmäler des Casper Heinrich von Grünrods († 1675), und des Hans Ulrich von Grünrod († 1682), ebenfalls als vollplastische, überlebensgroße Figuren, auf Konsolen vor den Fensternischen des Chorpolygons links und rechts vom Altar. Vor dem Altar in den Boden eingelassene schlichte Bronzegrabplatte von Hanns Moritz von Brühl und seiner Frau Christina (geb. Schleierweber), Begründerin des e Seifersdorfer Tals, und Carl Friedrich Moritz von Brühl (1772–1837, Generalintendant der preußischen Theater und der 1830 gegründeten Museen in Berlin). Auf dem Kirchhof Grabmal der Margaretha von Schleierweber († 1790) mit einer klassizistischen Vase auf Postament, um die sich eine Schlange legt, am Chor Grabmal der Jenny von Brühl, geb. Pourtales († 1884), der Ehefrau Carl Friedrich Moritz von Brühls.